# 伊島町 (阿南市)
伊島町（いしまちょう）は、徳島県阿南市の町名。2020年3月31日現在の人口は147人、世帯数は69世帯。郵便番号は〒774-1760。

## 地理
阿南市の東端、蒲生田岬の東方6km海上の伊島・前島・棚子島の3つの島からなる漁村。室戸阿南海岸国定公園に属する。
漁業の構造的不況と本土への交通が不便（1日3往復）のため、離島者が増えており、阿南市立伊島小学校・阿南市立伊島中学校の生徒数も過疎現象がみられる。

### 島嶼
- 伊島
- 前島
- 棚子島

### 小字
- 伊吹
- 瀬戸
- 棚子
- 野尾辺
- 八町坂

- 伊島漁業協同組合
- 町並み
- 伊島港付近の町並み

## 歴史
元は那賀郡椿町椿泊の一部で、1955年（昭和30年）からは同郡橘町の大字となる。1958年（昭和33年）に阿南市が誕生し、現在の阿南市伊島町となる。

## 施設

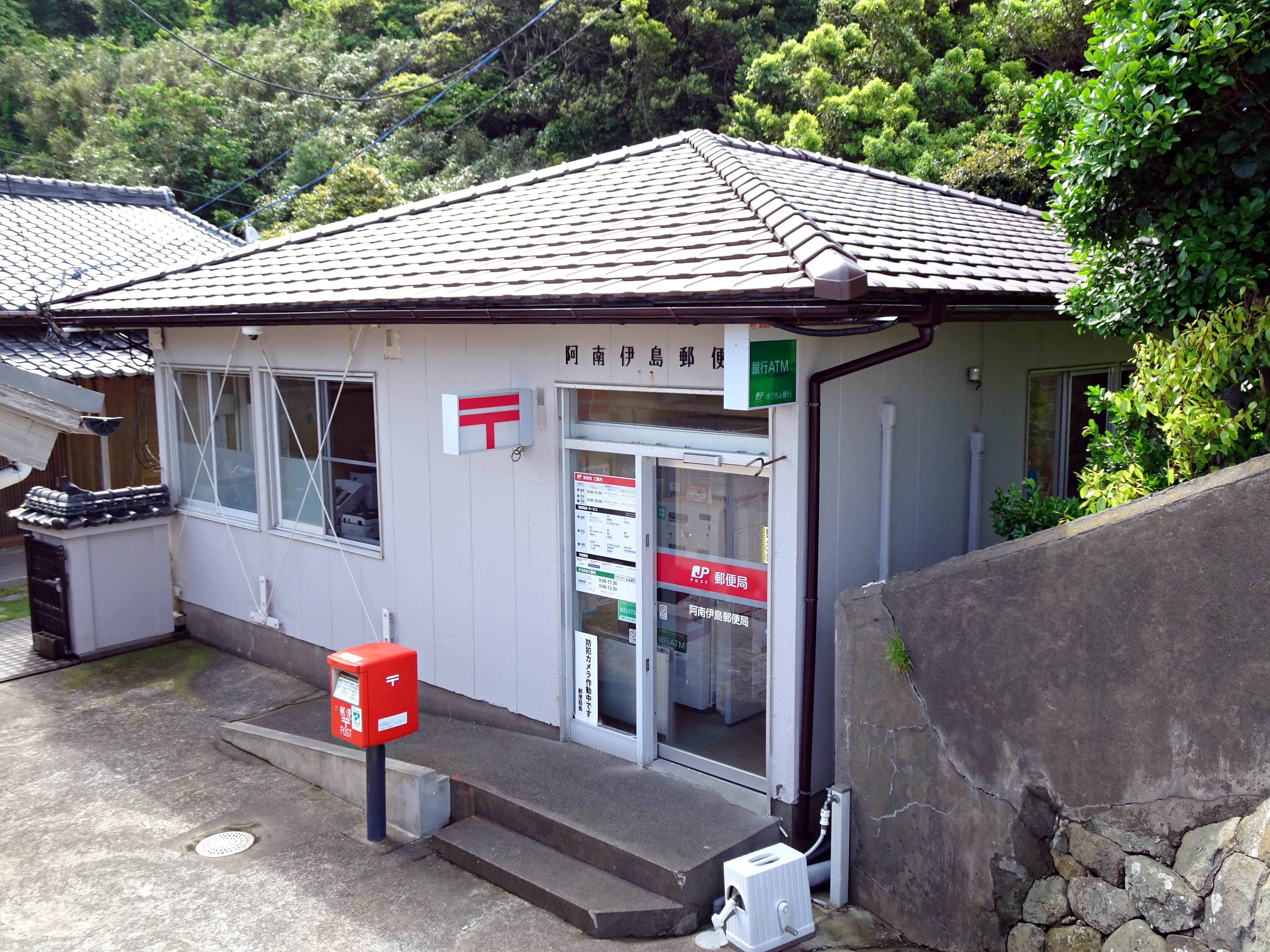
阿南伊島郵便局

- 阿南市立伊島中学校
- 阿南市立伊島小学校
- 阿南伊島郵便局
- 伊島灯台
- 當所神社
- 松林寺 - 高野山真言宗

## 交通

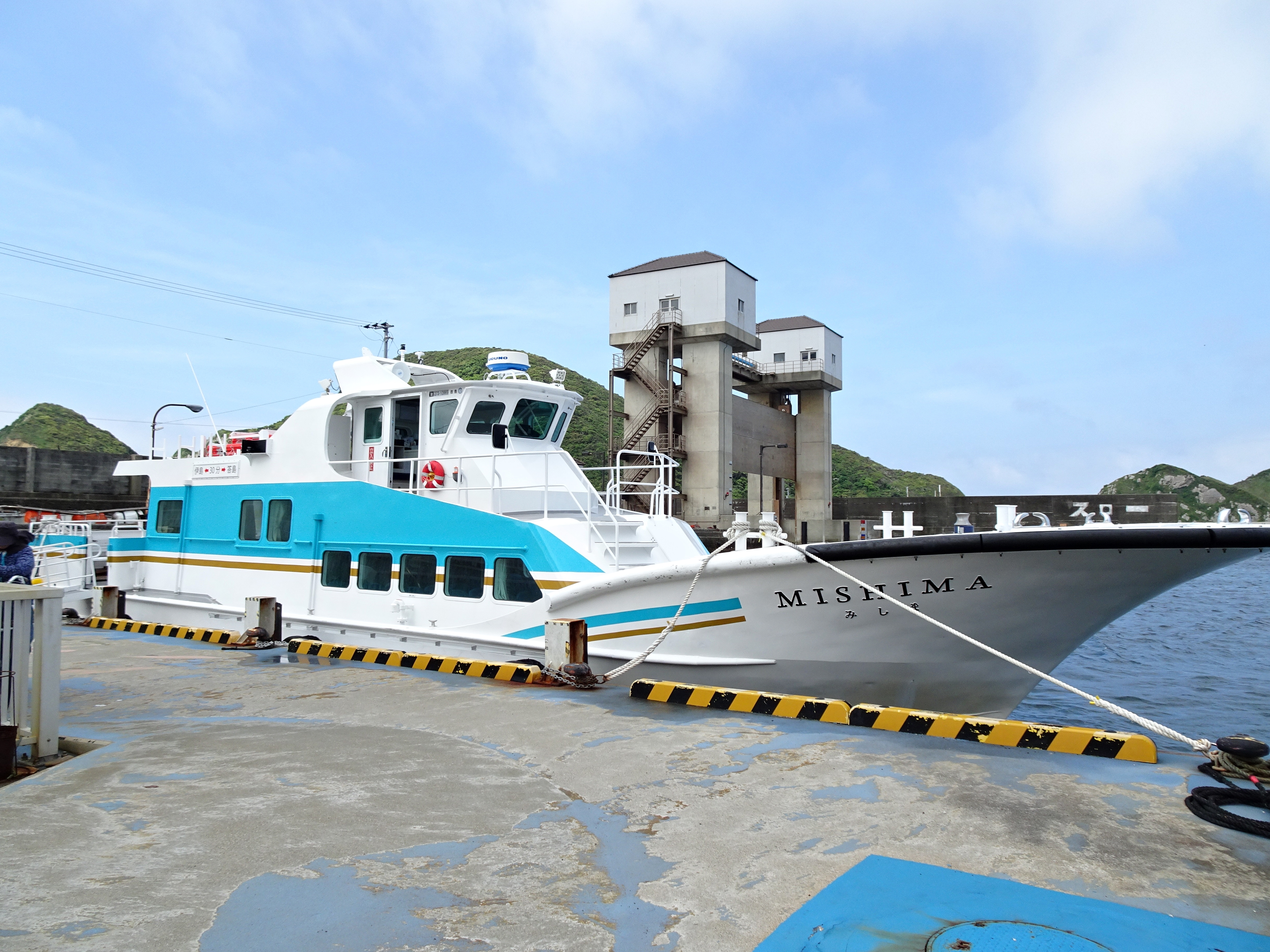
伊島港に停泊する旅客船「みしま（美島）」

- 阿南市津乃峰町の答島港から伊島までの連絡船が出ている。答島港の最寄り駅は、牟岐線の阿波橘駅である。